# Falero
Falero o Fáliro (en griego antiguo Φάληρον, Phálēron; en griego moderno Φάληρο, Fáliro) es un puerto natural situado al sur de Atenas (Grecia). La zona se halla dividida actualmente entre los municipios de Paleo Fáliro (Παλαίο Φάληρο), Moskhato (Μοσχάτο) y Kallithea (Καλλιθέα) y el barrio de Neo Fáliro (Νέο Φάληρο) en El Pireo. La bahía arenosa del sureste, llamada bahía de Falero, está muy próxima a la avenida Poseidonos. 

## Toponimia
Según la mitología griega, el nombre proviene de Falero, un héroe mítico que acompañó a Jasón en busca del Vellocino de oro en el navío Argo.

## Historia

Mapa de los demos de la antigua Ática con la ubicación de Falero en la costa occidental.

El puerto de Falero estaba situado en la desembocadura del Cefiso, y su antigüedad se refleja en los muchos mitos que a él aluden. De él partió Teseo en su expedición a Creta y allí se embarcó Menesteo cuando acudió con las cincuenta naves negras atenienses a la guerra de Troya. Era en las aguas de este puerto donde se realizaba la sagrada ablución de la estatua de Atenea Polias durante las fiestas Plinterias.
Falero fue el principal puerto de Atenas hasta comienzos del siglo V a. C. o sea, antes de las guerras médicas y del desarrollo y fortificación del Pireo, que se llevó a cabo en tiempos de Temístocles, a partir de 493/2 a. C. Desde entonces decreció su importancia pero siguió siendo utilizado. A mitad del siglo V a. C. se construyeron los llamados Muros Largos, que unían Atenas con los puertos de Falero y El Pireo.
Desde 1897 se han practicado excavaciones, partiendo de donde se encuentra la iglesia de San Jorge. Y además de los muros ha aparecido una extensa necrópolis del siglo VII a. C. y restos de antiguas construcciones portuarias.